# IDF Puma
Il Puma (in ebraico: פומ"ה) è un veicolo corazzato prodotto in Israele concepito per il trasporto truppe in dotazione al genio militare israeliano. Costruito sfruttando lo scafo dei vecchi Sho't, che a loro volta erano dei carri Centurion modificati, il veicolo condivide ancora molte delle sue parti con i carri Centurion, motivo per il quale il suo uso nei territori occupati è stato contestato da parte del governo inglese. Il veicolo è armato con diverse mitragliatrici del calibro 7.62 mm prodotte dalla FN MAG.